# Cidades designadas por decreto governamental do Japão

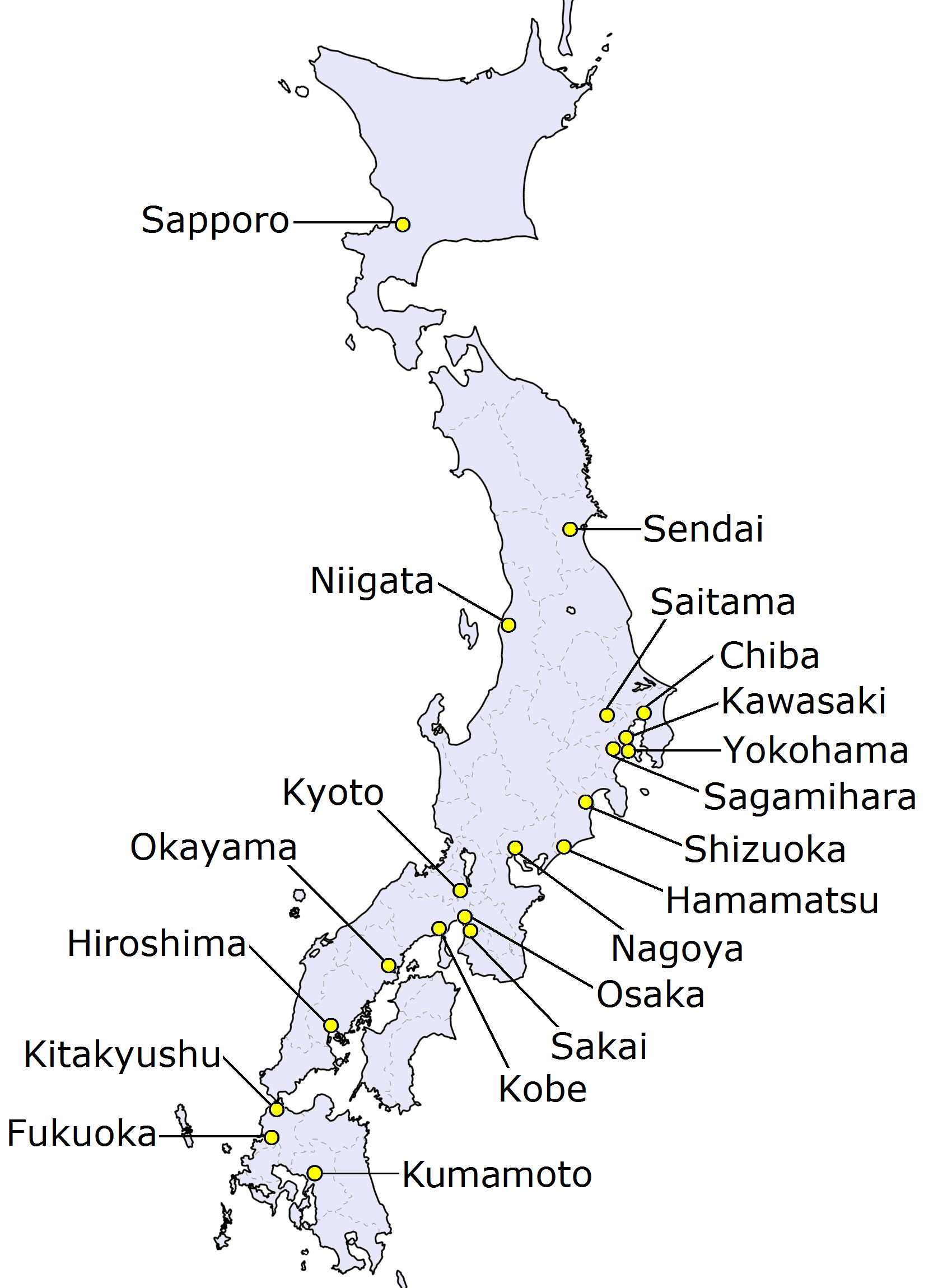
Mapa de cidades designadas por decreto governamental

Uma cidade designada por decreto governamental (政令指定都市, seirei shitei toshi), também conhecida como uma cidade designada (指定都市, shitei toshi) ou cidade de ordenança do governo (政令市, seirei shi), é uma cidade japonesa que tem uma população superior a 500 000 e foi designada como tal pela ordem do Gabinete do Japão, nos termos do artigo 252, seção 19 da Lei de Autonomia Local.

## Visão geral
As cidades designadas são delegadas muitas das funções normalmente desempenhadas por governos prefeiturais em áreas como educação pública, bem-estar social, saneamento, licenciamento de negócios e planejamento urbano. O governo da cidade geralmente é delegado a várias funções administrativas menores em cada área, e o governo da prefeitura (que não é província) mantém autoridade sobre decisões importantes. Por exemplo, os varejistas farmacêuticos e pequenas clínicas pode ser licenciados pelos governo da cidade designada, mas farmácias e hospitais são licenciados pelos governos da Prefeitura.
As cidades designadas também são obrigadas a subdividir-se em wards (区, ku) (aproximadamente equivalente ao Boroughs de Londres e Boroughs de Nova Iorque), cada um dos quais tem um escritório de ward que realiza várias funções administrativas para o governo da cidade, tais como koseki e juminhyo registro de residentes e cobrança de impostos. Em algumas cidades, escritórios de wards são responsáveis pelo licenciamento de negócios, licenças de construção e outros assuntos administrativos. A estrutura e as autoridades das wards são determinadas pelas ordenanças municipais.
As 23 wards especiais de Tóquio não fazem parte deste sistema, como Tóquio é uma prefeitura, e suas wards são cidades efetivamente independentes. Embora as duas maiores wards de Tóquio, Setagaya e Nerima, são populosas o suficiente para se tornar cidades designadas, elas não são consideradas "cidades"" na acepção da Lei de Autonomia Local e não pode ser designada.
Nenhuma cidade designada por decreto governamental já perdeu esse status.

## Lista de cidades designadas
As cidades designadas por decreto governamental foram estabelecidas desde 1956.
| Nome       | Japonês    | População (2010) | Data da designação | Região   | Prefeitura | No. de wards | Divisões |
| ---------- | ---------- | ---------------- | ------------------ | -------- | ---------- | ------------ | -------- |
| Chiba      | 千葉市     | 962,130          | 01-04-1992         | Kantō    | Chiba      | 06           | Lista    |
| Fukuoka    | 福岡市     | 1,483,052        | 01-04-1972         | Kyushu   | Fukuoka    | 07           | Lista    |
| Hamamatsu  | 浜松市     | 800,912          | 01-04-2007         | Chūbu    | Shizuoka   | 07           | Lista    |
| Hiroshima  | 広島市     | 1,174,209        | 01-04-1980         | Chūgoku  | Hiroshima  | 08           | Lista    |
| Kawasaki   | 川崎市     | 1,425,678        | 01-04-1972         | Kantō    | Kanagawa   | 07           | Lista    |
| Kitakyushu | 北九州市   | 977,288          | 01-04-1963         | Kyushu   | Fukuoka    | 07           | Lista    |
| Kobe       | 神戸市     | 1,544,873        | 01-04-1956         | Kansai   | Hyōgo      | 09           | Lista    |
| Kumamoto   | 熊本市     | 731,286          | 01-04-2012         | Kyushu   | Kumamoto   | 05           | Lista    |
| Quioto     | 京都市     | 1,474,473        | 01-04-1956         | Kansai   | Quioto     | 11           | Lista    |
| Nagoia     | 名古屋市   | 2,263,907        | 01-09-1956         | Chūbu    | Aichi      | 16           | Lista    |
| Niigata    | 新潟市     | 812,192          | 01-04-2007         | Chūbu    | Niigata    | 08           | Lista    |
| Okayama    | 岡山市     | 709,622          | 01-04-2009         | Chūgoku  | Okayama    | 04           | Lista    |
| Osaka      | 大阪市     | 2,666,371        | 01-09-1956         | Kansai   | Osaka      | 24           | Lista    |
| Sagamihara | 相模原市   | 717,561          | 01-04-2010         | Kantō    | Kanagawa   | 03           | Lista    |
| Saitama    | さいたま市 | 1,222,910        | 01-04-2003         | Kantō    | Saitama    | 10           | Lista    |
| Sakai      | 堺市       | 842,134          | 01-04-2006         | Kansai   | Osaka      | 07           | Lista    |
| Sapporo    | 札幌市     | 1,914,434        | 01-04-1972         | Hokkaido | Hokkaido   | 10           | Lista    |
| Sendai     | 仙台市     | 1,045,903        | 01-04-1989         | Tōhoku   | Miyagi     | 05           | Lista    |
| Shizuoka   | 静岡市     | 716,328          | 01-04-2005         | Chūbu    | Shizuoka   | 03           | Lista    |
| Yokohama   | 横浜市     | 3,689,603        | 01-09-1956         | Kantō    | Kanagawa   | 18           | Lista    |

## Requisitos de cidade designadas
Para se tornar um candidato para o status de cidade designada, a cidade deve ter uma população superior a 500.000.
Um pedido de designação é feito pela cidade com a aprovação da cidade e das assembleias de prefeituras.

## Cidades que atendem aos requisitos, mas não foram nomeadas
As seguintes cidades têm populações superiores a 500.000, mas não foram nomeadas. (Cidades que planejam candidatar-se à cidade central o status não é exibido. ※cidades principais ou centrais; ※※Cidades especiais)
- Funabashi, Chiba※
- (Kagoshima), Kagoshima※
- Himeji, Hyōgo※
- Matsuyama, Ehime※
- Utsunomiya, Tochigi※
- Higashiosaka, Osaka※
- Kawaguchi, Saitama※※
- Hachiōji, Tóquio※

## História
A primeira forma do sistema designado da cidade foi decretada sob o sistema de governo local do Japão em 1878 com a introdução de "Wards". Sob esse sistema, existiam divisões em todas as cidades. A maioria das cidades tinha apenas uma ward, mas as maiores cidades da época (Tóquio, Osaka e Quioto) foram divididas em 15, 4 e 2 wards, respectivamente. O sistema municipal promulgado em 1889 substituiu as assembleias da ward com as assembleias da cidade, mas manteve as assembleias da ward em Tóquio, Osaka e Quioto, que tinham na sua própria assembleia, mas eram governadas pela assembleia de prefeituras. Em 1898, as três cidades foram autorizadas a formar assembleias da cidade. O sistema ward foi adotado por mais três cidades antes de II Guerra Mundial: Nagoia (1908), Yokohama (1927), e Kobe (1931). De acordo com um estatuto de 1911, à wards foi concedida uma personalidade corporativa e assim tratada como entidades locais.
Após a guerra, a Lei de Autonomia Local de 1947 foi aprovada nas cinco cidades subdivididas (Tóquio tornando-se uma prefeitura em 1943) como cidades especiais (特別市, tokubetsu shi). O sistema foi substituído pelo sistema local quando a Lei de Autonomia Local foi alterada, em 1956.
Durante o período de crescimento econômico japonês que se seguiu, o governo exigiu que as cidades designadas esperassem alcançar uma população de 1 milhão no futuro próximo, mas o requisito foi descartado em 2005 para acomodar várias cidades geograficamente grandes que foram formadas por fusões, governo Junichiro Koizumi.